# Torsö socken
Torsö socken i Västergötland ingick i Vadsbo härad, ingår sedan 1971 i Mariestads kommun och motsvarar från 2016 Torsö distrikt.
Socknens areal är 89,04 kvadratkilometer allt land. År 2000 fanns här 560 invånare.  Ön Torsö med sockenkyrkan Torsö kyrka ligger i socknen.

## Administrativ historik
Socknen har medeltida ursprung. Namnet var under medeltiden Viksala socken. Under vissa tider har Fågelö församling setts som en egen kapellförsamling inom socknen.
Vid kommunreformen 1862 övergick socknens ansvar för de kyrkliga frågorna till Torsö församling och för de borgerliga frågorna bildades Torsö landskommun. Landskommunen uppgick 1952 Hasslerörs landskommun som 1971 uppgick i Mariestads kommun. Församlingen uppgick 2006 i Mariestads församling.
1 januari 2016 inrättades distriktet Torsö, med samma omfattning som församlingen hade 1999/2000.  
Socknen har tillhört län, fögderier, tingslag och domsagor enligt vad som beskrivs i artikeln Vadsbo härad. De indelta soldaterna tillhörde Skaraborgs regemente, Norra Vadsbo kompani och Livregementets husarer, Vadsbo skvadron, Vadsbo kompani.

## Geografi
Torsö socken omfattar ett antal öar i Mariestads skärgård i Vänern norr om Mariestad. Socknen är bergig och skogrik med odlade dalgångar. 

## Fornlämningar
Från bronsåldern finns gravrösen. Från järnåldern finns elva gravfält och en fornborg. 

## Namnet
Namnet skrevs 1309 Thorsö och kommer från ön och innehåller gudanamnet Tor.